# À la vie (film, 2021)
Pour les articles homonymes, voir À la vie.
Pour plus de détails, voir Fiche technique et Distribution.
À la vie est un film français réalisé par Aude Pépin et sorti en 2021.

## Fiche technique
- Titre : À la vie
- Réalisation : Aude Pépin
- Scénario : Aude Pépin
- Photographie : Sarah Blum, en collaboration avec Emmanuel Gras
- Son : Claire-Anne Largeron
- Mixage : Philippe Grivel
- Montage : Carole Le Page
- Musique : Benjamin Dupont
- Production : Bootstrap Label - Tandem
- SOFICA : Cinéventure 5
- Distribution : Tandem
- Pays :  France
- Genre : documentaire
- Durée : 78 minutes
- Date de sortie : France - 20 octobre 2021

## Distribution
- Chantal Birman[1]